# Lise Steffensen
Lise Steffensen (født 1975) er dansk idrætspædagog, forfatter, sanger og debattør. Lise har udviklet bevægelseskonceptet Tigertræning og har skrevet flere bøger der omhandler dette. Som debattør har hun skrevet kritisk om yoga i daginstitutioner.

## Uddannelse
Student fra Christianshavns Gymnasium 1995. Uddannet pædagog fra Hovedstadens Pædagogseminarium (2002), efteruddannet i pædagogisk idræt fra DIF og Peter Sabroes Seminarium i (2004), Rytmikpædagog fra Gøsselskolen (2010).

## Familie og opvækst
Lise er barnebarn af Henriette Riskær Steffensen, der i fra 1933 til 1976 morgengymnastik i radioens P1. Hun er datter af Jesper Sølling og Helle Vibeke Steffensen. Jesper er autodidakt smed som i 1970'erne genopdagede Pedersen cyklen, som han satte i produktion. Helle Vibeke Steffensen er bygningskeramiker. Lise er født og opvokset på Christiania. Som barn medvirkede hun i filmen Negerkys og labre larver.

## Tigertræning
Arbejde som idrætspædagog i københavnske institutioner fra 2002-2010 førte til udviklingen af bevægelsesmetoden Tigertræning i 2010. Tigertræning er en metode der giver pædagogiske værktøjer til at rumme børns vilde lege og pædagogiske kamplege. Tigertræning som bevægelsesmetode er stærk inspireret af pædagogisk idræt. 

### Kampregler
Samtidig udviklede hun også Tigertræning Kampregler, som er 3 simple regler som børn (og voksne) kan følge for at undgå slåskamp: 1) Spørg først og respekter svaret. 2) Undgå hovedet, maven og skridtet og lad være at slå så hårdt du kan. 3) Når én siger STOP, så stopper man. Som tillægsregel hilser deltagerne før kampen med "god kamp" og efter kampen med et "tak for kampen". 

### Forskellen på at "kæmpe" og "slås"
Tigertræning definerer meget skarpt mellem at "slås" og at "kæmpe".
| At kæmpe | At slås                                                                             |
| --- | ----------------------------------------------------------------------------------- |
| Kamp er for sjov (en leg).                                                                                              | At slås er for alvor.                                                               |
| Deltagerne har selv valgt at være med.                                                                                  | Deltagerne har ikke altid selv valgt at være med, men kan pludselig blive angrebet. |
| Deltagerne er enige om reglerne for kampen.                                                                             | Der er ikke aftalt regler.                                                          |
| Deltagerne vælger selv deres modstandere.                                                                               | Modstanderen er ikke altid selvvalgt.                                               |
| Deltagerne kan til hver en tid trække sig ud af kampen.                                                                 | Det kan være svært at få stoppet slåskampen.                                        |
| Deltagerne bruger kræfter, men passer samtidig på hinanden og slår ikke med knytnæver eller forsøger at skade hinanden. | Deltagerne slår, for at det skal gøre ondt på modstanderen.                         |
| Hvis en deltager er bange, vred eller ked af det, stoppes kampen straks.                                                | Der er ofte en, der er meget vred, og en, der er bange.                             |
| | Ofte er begge parter kede af det efter en slåskamp.                                 |

Kilde: Plads til de vilde lege, Dafolo 2014

## Diskografi
- Twang! (MRB 2013)
- Twang 2 (MRB 2014)
- Tigeren er løs! (MRB 2016)
- Dragekamp og koglekast (MRB 2017)